# Народные силы
«Народные силы» (англ. Popular Forces) — вооруженная группировка во главе с Ясиром Абу Шабабом, воюющая против ХАМАС с конца 2024 года в секторе Газа. Группировка состоит примерно из 300 бойцов, которые действуют в восточной части города Рафах. По словам лидера группировки Абу Шабаба, его группировка поддерживается Палестинской национальной администрацией.
7 июня 2025 года премьер-министр Израиля Биньямин Нетаньяху подтвердил, что Израиль снабжает группировку оружием, и поддерживает в качестве альтернативы власти ХАМАС. Это вызвало критику со стороны израильской оппозиции. Лидер партии «Наш дом Израиль» Авигдор Либерман обвинил правительство Нетаньяху в вооружении «уголовников и преступников», а саму группировку сравнил с ИГ. 
Одним из членов группировки является Иссам Набахин, ранее воевавший на стороне «Исламского государства» во время конфликта на Синайском полуострове, а после 7 октября, участвовавший в обстрелах Израиля с территории сектора Газа. Другой участник группировки, Гассан ад-Дейни, принимал участие в похищении солдата ЦАХАЛа Гилада Шалита.